# Douglas A-20
Douglas A-20 Havoc (versão norte-americana) ou Boston (versão britânica) foi um avião norte-americano bimotor para 4 tripulantes, destinado a missões de bombardeio, caça noturno e ataque ao solo durante a Segunda Guerra Mundial. Voou pela primeira vez em 1939, tendo sua produção seriada encerrada com 7.098 unidades em Setembro de 1944. Além das unidades produzidas pela Douglas, 380 unidades foram produzidas por licença pela Boeing em Seattle.
|  |  |

Foi utilizado pela Força Aérea Brasileira como bombardeiro leve e em missões de reconhecimento aéreo. A FAB operou 30 aeronaves A-20K, recebidos através de Lend-Lease, recebendo também uma aeronave Boston III Intruder para instrução no solo, sendo utilizadas entre 1944 e 1955.

## Operadores
- Austrália
- Brasil[5][6]
- Canadá
- França[3]
- Países Baixos[3]
- África do Sul
- União Soviética[3][7]
- Reino Unido[3][8]
- Estados Unidos[9]